# Academisch Medisch Centrum

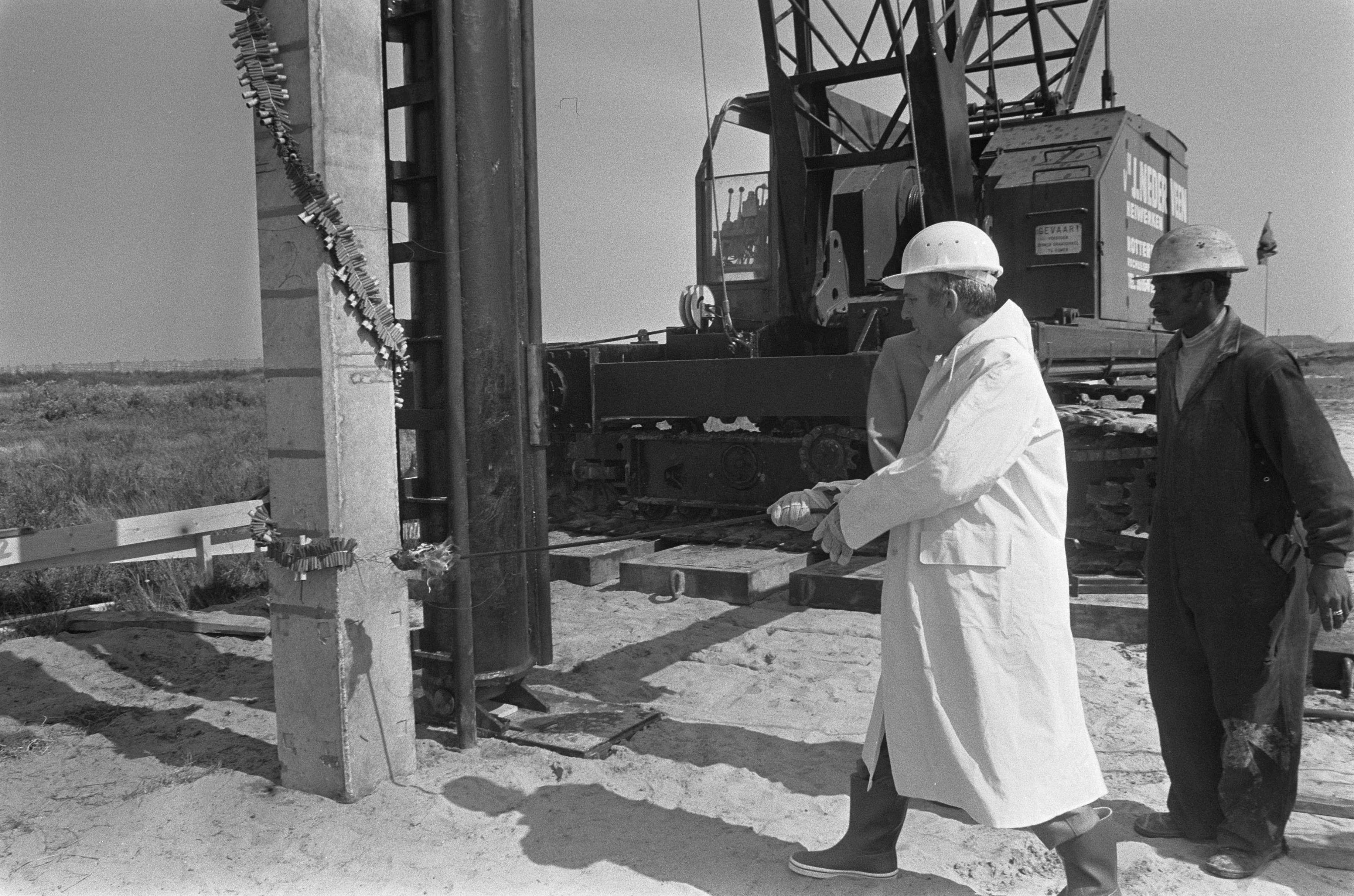
Staatssecretaris Klein slaat eerste paal in 1973

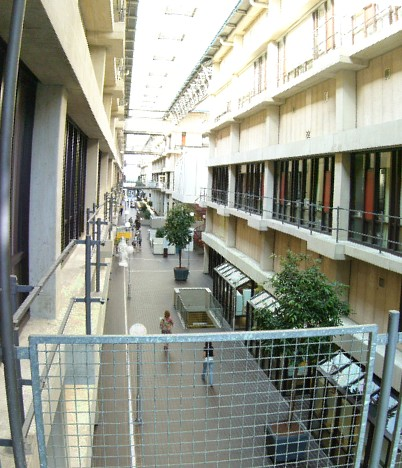
Interieur

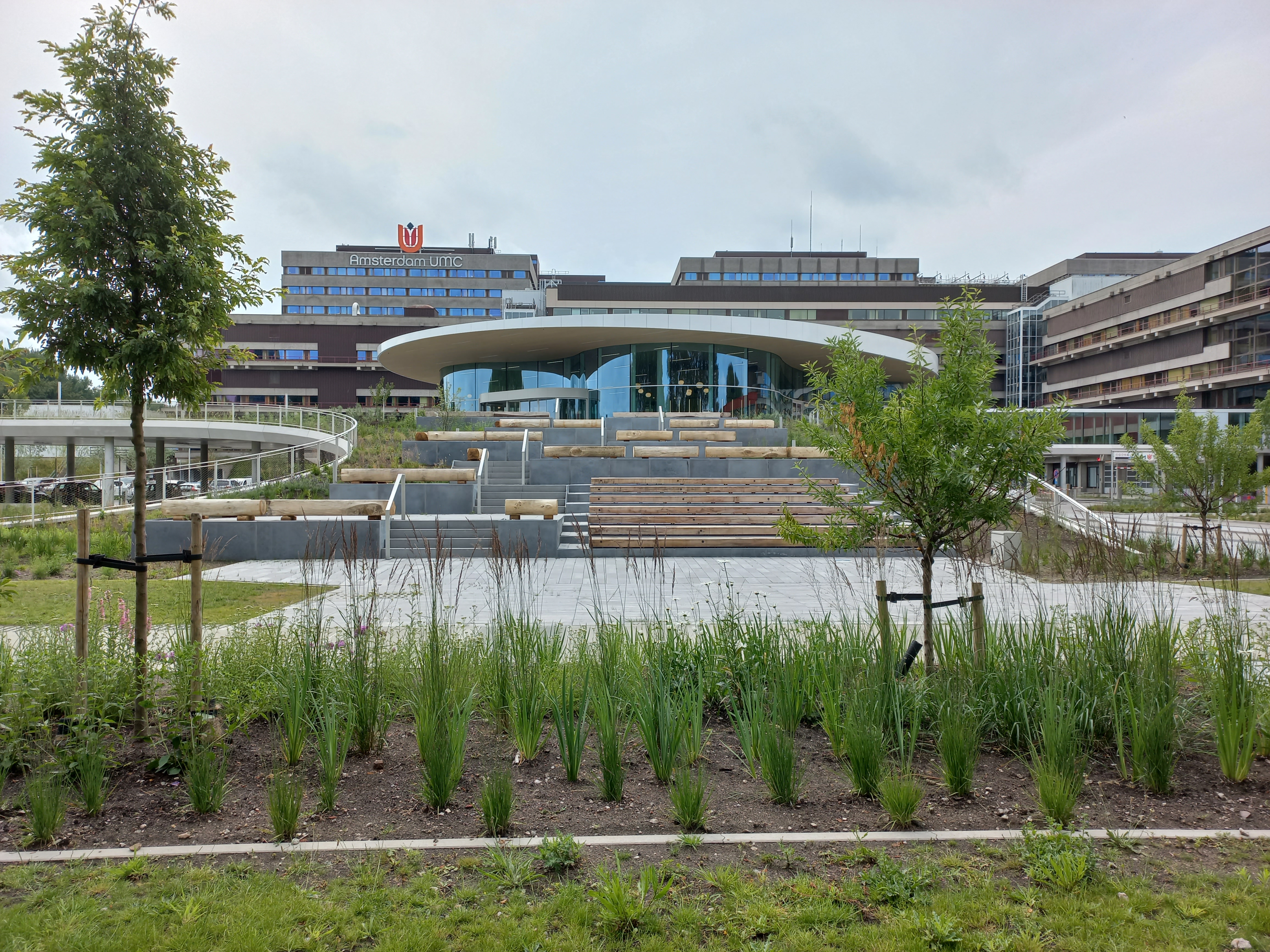
Nieuwe toegang vanaf mei 2022

Het Academisch Medisch Centrum of AMC was een academisch ziekenhuis en medische faculteit in Amsterdam, verbonden aan de Universiteit van Amsterdam. Sinds 2018 werd nauw samengewerkt met het VUmc onder de vlag Amsterdam UMC, wat in 2023 resulteerde in een fusie.
Het gebouw van het AMC staat aan de Meibergdreef 9 te Amsterdam-Zuidoost, huisvest patiëntenzorg, (medisch) onderzoek en onderwijs in één gebouw, wat in de internationale ziekenhuiswereld ongebruikelijk is. In 2013 telde de totale organisatie een gemiddelde personeelsbezetting van 6.050 in fte's, aldus het jaarverslag over 2013.
Het AMC is lid van de Nederlandse Federatie van Universitair Medische Centra.
Het ziekenhuis is een van de elf traumacentra in Nederland en beschikt over een mobiel medisch team. Ook is er een Tropencentrum aanwezig waar men zich op afspraak kan laten inenten voor tropische ziekten.

## Geschiedenis

### Ontstaan
In Amsterdam-Centrum waren vanouds twee grote ziekenhuizen: het Binnengasthuis (BG) en het Wilhelmina Gasthuis (WG). Het Binnengasthuis was erg verouderd. Omdat ze samen verbonden waren aan de Universiteit van Amsterdam is er besloten tot gezamenlijke nieuwbouw. Ook de Faculteit der Geneeskunde van de UvA vond haar plaats in het nieuwe gebouw. In 1988 fuseerde ook het Emma Kinderziekenhuis met het AMC. Rond 1980 kwam de nieuwbouw in fases gereed en werd het gebouw in 1983 officieel in gebruik genomen.
De betrokken architecten waren Dick van Mourik en Marius Duintjer, Istha, Kramer & Van Willegen. Het AMC bestaat uit meerdere, min of meer losse, gebouwdelen (ook wel "gebouwen" genoemd), met ruime, overdekte "straten" en "pleinen" ertussen. De architectuur kenmerkt zich door veel gebruik van zichtbaar beton, zowel binnen als buiten.
Sinds 1984 is in het ziekenhuis ook Museum Vrolik, een collectie van anatomische en embryologische preparaten, gevestigd. Dit museum is in gebouw J gevestigd.
Ter gelegenheid van het 30-jarig bestaan van het AMC is in 2013 een boek uitgegeven over de geschiedenis van het AMC, Wilhelmina Gasthuis en het Binnengasthuis.
Sinds de opening van het AMC wordt jaarlijks de AMC Loop georganiseerd, een hardloop- en wandelevenement in en om Amsterdam-Zuidoost.
Het ziekenhuis heeft een uitgebreide kunstcollectie, voornamelijk binnen geplaatst. De Vlaggenmast van Marte Röling bevindt zich in de openbare ruimte.

### Samenwerking met VUmc
In september 2011 ondertekenden de raden van bestuur van het AMC en van VUmc een intentieverklaring om te onderzoeken hoe de twee ziekenhuizen intensiever konden gaan samenwerken. De afdelingen neurochirurgie van beide ziekenhuizen waren al in 2005 samengegaan onder de naam Neurochirurgisch Centrum Amsterdam.
In maart 2013 maakten beide ziekenhuizen bekend dat ze één gezamenlijke raad van bestuur wilden gaan vormen. Ook worden bepaalde specialismen op een van beide locaties gevestigd. Zo komt er in het AMC een vrouw-kindcentrum en zal de oncologie zich concentreren in VUmc.
Op 7 juni 2018 zijn de centra 'bestuurlijk gefuseerd' en presenteren zij zich naar buiten gezamenlijk als Amsterdam Universitair Medische Centra, afgekort Amsterdam UMC.

## Ligging en bereikbaarheid
Het AMC ligt in de wijk Bullewijk aan de zuidwestkant van Amsterdam-Zuidoost, tegen de grens met Abcoude nabij bij de kruising van de A9 en de A2 en de spoorlijn Amsterdam - Utrecht.
Het ziekenhuis was met een overdekte loopbrug verbonden met station Holendrecht. De loopbrug is in werkzaamheden tussen 2018 en 2020 verwijderd. Hier stoppen naast sprinters de metrolijnen 50 en 54. Bij dit station is een busstation met verschillende buslijnen. Tot 2010 hadden de GVB buslijnen hun eindpunt op het AMC-terrein waar op het zuidelijke gedeelte van de Rondweg nog steeds lijn 120 rijdt.

## Nieuwe toegang
In 2021/2022 kreeg het AMC een nieuwe toegang. Langs de Meibergdreef begint het met een parkje naar het idee van Studio Nuy van Noort. Daarna volgt een trappartij richting de entree die de vorm heeft van een schijf gedragen door glas, een ontwerp van Temp Architecten. Jaap Huisman omschreef het in mei 2022 als een vliegende schotel. Hij constateerde ook een groot contrast tussen
veel gebogen glas en ranke houten spijlen tegenover het verweerde beton van het ziekenhuis.
Hij schreef er ook zijn mening bij: architectonische drukdoenerij.